# Дуглас, Иэн
Иэн Дуглас (англ. Ian Douglas)) — доминикский политический и государственный деятель. Министр юстиции, труда и иммиграции, туризма и гражданской авиации, юрист, адвокат.
Сын политика, бывшего лидера оппозиции, члена парламента страны Майкла Дугласа. Племянник бывшего премьер-министра и члена парламента от Портсмута Рузвельта Дугласа (2000).
Политик. Член лейбористской партии Доминики.
После смерти своего дяди в 2000 году на дополнительных парламентских выборах, стал членом Палаты собраний Доминики (парламента).
С мая 2005 года — член Кабинета министров Доминики. Был министром торговли, энергетики и занятости.
В октябре 2007 года Иэн Дуглас занял пост генерального прокурора и министра юстиции, труда и иммиграции Доминики, в настоящее время занимает должность министра туризма и гражданской авиации.